# Caumont-l'Éventé
Caumont-l'Éventé är en kommun i departementet Calvados i regionen Normandie i norra Frankrike. Kommunen ligger i kantonen Caumont-l'Éventé som ligger i arrondissementet Bayeux. År 2018 hade Caumont-l'Éventé 1 321 invånare.

## Befolkningsutveckling
Antalet invånare i kommunen Caumont-l'Éventé
Referens: INSEE